# 下田寛
下田 寛（しもだ ひろし、1979年9月28日 - ）は、日本の政治家。佐賀県議会議員（1期）。元鳥栖市議会議員（3期）。

## 来歴
佐賀県議会議員2期目。所属会派は「県民ネットワーク」。  議会では以下の委員会に所属している。
- 新型コロナウイルス感染症対策等特別委員会（副委員長）
- 地域交流・県土整備常任委員会（委員）

### 選挙歴
- 2009年 鳥栖市議会議員選挙当選[2]
- 2013年 鳥栖市議会議員選挙当選[3]
- 2017年 鳥栖市議会議員選挙当選[4]
- 2019年 佐賀県議会議員選挙当選[5]
- 2023年 佐賀県議会議員選挙当選[6]

### 所属団体
- 龍馬プロジェクト（副会長）
- 全国若手市議会議員の会 [7]。

### 議員連盟
2021年11月17日現在、以下の議員連盟に加入している。
- 佐賀県議会国際交流推進議員連盟
- 佐賀県議会森林・林業活性化促進議員連盟
- 佐賀県議会難病対策推進議員連盟
- 佐賀県議会北朝鮮拉致問題早期解決促進議員連盟
- 佐賀県議会日台友好促進議員連盟
- 佐賀県議会九州新幹線西九州ルート整備促進議員連盟